# تمام عشقم برای تو
تمام عشقم برای تو (انگلیسی: All My Love For You; کره‌ای: 몽땅 내 사랑) یک سیتکام کره جنوبی با بازی کیم کپ سو، جوکوان، گااین، یون دو جون، جون ته سو و یون سونگ آه است. این سیتکام از ۸ نوامبر ۲۰۱۰ تا ۱۶ سپتامبر ۲۰۱۱، روزهای دوشنبه تا جمعه ساعت ۱۹:۴۵ (کی‌اس‌تی) از ام‌بی‌سی پخش شد.